# Estádio estético
Estádio estético é uma expressão criada pelo filósofo Sören Kierkegaard para designar um dos estádios da existência por que pode passar o indivíduo ao longo da vida.
Este estádio é caracterizado pela busca constante de gozo, em que o indivíduo se empenha com todas as suas forças na busca do prazer imediato e desregrado, numa postura hedonista, embora o filósofo não use este termo.
Para Kierkegaard, o esteta é aquele que não quer comprometimento de forma alguma (a ideia de casamento o horroriza) por isso vive de gozo em gozo (sobretudo sexual, mas não apenas), sempre tentando preencher um vazio existencial persistente.
A figura mais representativa do esteta é a do o sedutor, representado pela figura de Don Juan que não conhece outro objetivo que não seja seduzir e realizar os seus desejos, principalmente o erótico.
Mas esta postura existencial tem as suas consequências, e a principal delas é a angústia que se origina da total dispersão existencial do indivíduo (com toda a sua carga de tédio) que, de prazer em prazer, não consegue encontrar substancialidade em sua vida, se deparando com a total falta de sentido.
Essa angústia, que aumenta a medida em que o esteta percebe que os prazeres não podem preencher a vacuidade de sua existência culmina em desespero.
Kierkegaard, que passou pelo estádio estético com todos os seus infortúnios, descreve todas as artimanhas e subterfúgios do esteta em Diário de um Sedutor. Nesta obra ele descreve todo o empenho de Johannes (protagonista) em conquistar Cordélia para logo depois romper o noivado com a mesma.
Os outros estádios da existência são o ético (caracterizado pela vontade de realizar o geral, a moral) e o religioso (caracterizado pelo salto no escuro que é a fé, a relação solitária do indivíduo com Deus).